# Liste der Verteidigungsminister Namibias
Dies ist eine Liste der Verteidigungsminister Namibias (englisch Minister of Defence).
| Nr.                                                                                            | Foto                                          | Name                                          | Lebensdaten                                   | Partei                                        | Kabinett                                      | Amtszeit (Beginn)                             | Amtszeit (Ende)                               |
| Minister für Verteidigung Minister of Defence                                                  | Minister für Verteidigung Minister of Defence | Minister für Verteidigung Minister of Defence | Minister für Verteidigung Minister of Defence | Minister für Verteidigung Minister of Defence | Minister für Verteidigung Minister of Defence | Minister für Verteidigung Minister of Defence | Minister für Verteidigung Minister of Defence |
| ---------------------------------------------------------------------------------------------- | --------------------------------------------- | --------------------------------------------- | --------------------------------------------- | --------------------------------------------- | --------------------------------------------- | --------------------------------------------- | --------------------------------------------- |
| 01                                                                                             |                                               | Peter Mweshihange                             | 1930–1998                                     | SWAPO                                         | Nujoma I                                      | 1990                                          | 1995                                          |
| 02                                                                                             |                                               | Philemon Malima                               | 1946–                                         | SWAPO                                         | Nujoma II                                     | 1995                                          | 1997                                          |
| 03                                                                                             |                                               | Erkki Nghimtina                               | 1948–                                         | SWAPO                                         | Nujoma II                                     | 1997                                          | 2000                                          |
| 03                                                                                             | Nujoma III                                    | Erkki Nghimtina                               | 1948–                                         | SWAPO                                         | 2000                                          | 2005                                          |                                               |
| 04                                                                                             |                                               | Charles Namoloh                               | 1950–                                         | SWAPO                                         | Pohamba I                                     | 2005                                          | 2010                                          |
| 04                                                                                             | Pohamba II                                    | Charles Namoloh                               | 1950–                                         | SWAPO                                         | 2010                                          | 2015                                          |                                               |
| 05                                                                                             |                                               | Penda Ya Ndakolo                              | 1960–                                         | SWAPO                                         | Geingob I                                     | 2015                                          | 2020                                          |
| Minister für Verteidigung und Veteranenangelegenheiten Minister of Defence and Veteran Affairs |                                               |                                               |                                               |                                               |                                               |                                               |                                               |
| 06                                                                                             |                                               | Peter Vilho                                   | 1962–                                         | SWAPO                                         | Geingob II                                    | 2020                                          | 2021                                          |
| 07                                                                                             |                                               | Frans Kapofi                                  | 1953–                                         | SWAPO                                         | Geingob II Mbumba Nandi-Ndaitwah              | 2021                                          |                                               |